# .307 Winchester
.307 Winchester — винтовочный боеприпас, представленный американской фирмой «Winchester» в 1982 году для гражданского рынка. Разработан, чтобы реализовать высокие боевые качества патрона .300 Savage для винтовки рычажного действия с трубчатым магазином. По массо-габаритным характеристикам .307 Winchester практически идентичен более распространенному патрону .308 Winchester за исключением наличия выступающей закраины и более толстых стенок гильзы.
Патрон .307 Winchester в настоящее время приобретает широкую популярность среди спортсменов из-за наличия в некоторых странах (например, в Испании) законов, запрещающих гражданское использование боеприпасов военного назначения (например .308 Winchester)

## Спецификации с пулей Super-X Power-Point весом 12 грамм
| Расстояние, м  | Скорость, м/с | Энергия, Н·м |
| -------------- | ------------- | ------------ |
| 0              | 770           | 3,415        |
| 100 yd (91 м)  | 664           | 2,573        |
| 200 yd (180 м) | 571           | 1,904        |
| 300 yd (270 м) | 487           | 1,386        |
| 400 yd (370 м) | 415           | 1,006        |